# دوستت دارم… من هم نه (فیلم)
دوستت دارم… من هم نه (فرانسوی: Je t'aime moi non plus‎) فیلمی فرانسوی به کارگردانی سرژ گنزبور است که در سال ۱۹۷۶ منتشر شد.

## بازیگران
- جین برکین
- جو دالساندرو
- اوگ کستر
- لیلیان روور
- راینهارد کولدهوف
- میشل بلان
- ژرار دوپاردیو (حضور افتخاری)